# Johnny Hamilton (baloncestista)
Johnathan "Johnny" Hamilton (Río Claro, 3 de febrero de 1994) es un baloncestista trinitense que pertenece a la plantilla de Hiopos Lleida de la Liga Endesa. Con 2,13 metros de estatura, juega en la posición de pívot.

## Trayectoria deportiva

### Universidad
Comenzó su andadura universitaria en el pequeño Jacksonville College en Jacksonville (Texas), perteneciente a la NJCAA, donde jugó dos temporadas en las que promedió 6,2 puntos, 7,3 rebotes y 3,2 tapones por partido.
En abril de 2015 firmó una carta de intención para jugar con los Hokies del Instituto Politécnico y Universidad Estatal de Virginia de la División I de la NCAA, pero en el mes de diciembre fue suspendido por su entrenador Buzz Williams por motivos académicos. Jugó únicamente 17 partidos, promediando 3,7 puntos y 1,3 rebotes por partido.
La temporada siguiente no le fueron tampoco bien las cosas, ya que tras tres partidos disputados, sufrió la ruptura de un tendón en un dedo de su mano izquierda. A pesar de haberse graduado en Criminología en Virginia Tech, eligió la Universidad de Texas-Arlington como escuela de posgrado con el objetivo de convertirse en un futuro en comisario de policía en su país, Trinidad y Tobago. Jugó por tanto una temporada más con los Hokies, en la que promedió 11,1 puntos, 8,1 rebotes y 2,3 tapones por partido.

### Profesional
Tras no ser elegido en el Draft de la NBA de 2018, disputó las Ligas de Verano de la NBA con los Detroit Pistons, jugando tres partidos en los que promedió 4,0 puntos y 6,7 rebotes. Disputó posteriormente la pretemporada, pero fue cortado antes del comienzo de la liga, siendo asignado a los Grand Rapids Drive, su filial en la G League.
El 10 de julio de 2020, Hamilton firmó con el Fenerbahçe Ülkerspor de la Basketbol Süper Ligi y la Euroliga.
El 24 de enero de 2021, Hamilton fue cedido al KK Mornar Bar de la Liga ABA y la Liga de Montenegro.
El 17 de junio de 2021, Hamilton fue liberado oficialmente de su contrato con el club turco.
El 22 de septiembre de 2021, Hamilton firmó con los Atlanta Hawks, pero fue despedido el 15 de octubre.
En octubre de 2021, Hamilton firmó con College Park Skyhawks de la NBA G League, en el que promedió 6,1 puntos, 4,3 rebotes y 1,2 tapones por partido.
El 15 de enero de 2022, Hamilton firmó con Afyon Belediye de la Basketbol Süper Ligi.
En septiembre de 2022 negoció su incorporación al equipo japonés Albirex Niigata, pero finalmente el acuerdo no prosperó debido a problemas con su documentación.
El 9 de noviembre de 2022, firmó con Merkezefendi Belediyesi Denizli Basket de la Basketbol Süper Ligi.
En la temporada 2023-24, firma por el Bursaspor Basketbol de la Basketbol Süper Ligi, en el que promedia 10,8 puntoss, 6,8 rebotes y 15,1 de valoración. Tras dejar el equipo, pasó fugazmente por el Beirut Club del Líbano y el Shahrdari Gorgan BC de Irán.
El 14 de octubre de 2024, firma por el Hiopos Lleida de la Liga Endesa. 